# Stephan Oswald
Stephan Oswald (* 1950 bei Xanten am Niederrhein) ist ein deutscher Germanist.

## Leben
Oswald studierte in Münster Germanistik. Oswald hat an verschiedenen italienischen Universitäten deutsche Sprache und Literatur gelehrt, darunter in Parma. Außerdem wirkt er als Übersetzer. Seine Forschungsschwerpunkte liegen auf den Gebieten des deutschen Italienbildes, der deutsch-italienischen bzw. italienisch-deutschen kulturellen Beziehungen und auf dem Werk von Johann Wolfgang von Goethe. Oswald wiederum betrachtete in seiner Monographie dessen Sohn August von Goethe und korrigierte die bisherige Einschätzung der negativ konnotierten Persönlichkeit. Es ist die erste für diesen überhaupt.

## Werke (Auswahl)
- Im Schatten des Vaters. August von Goethe. Beck, München (Beck) 2023, ISBN 978-3-406-79139-0.
- Früchte einer großen Stadt – Goethes „Venezianische Epigramme“ (= Ereignis Weimar-Jena. Kultur um 1800. Ästhetische Forschungen 33). Winter, Heidelberg 2014, ISBN 978-3-8253-6306-2.
- Italienbilder: Beiträge zur Wandlung der deutschen Italienauffassung 1770–1840 (=Germanisch-Romanische Monatsschrift. Beihefte, Band 6), Winter, Heidelberg 1985, ISBN 978-3-8253-3727-8
- Die Inquisition, die Lebenden und die Toten Venedigs deutsche Protestanten, Jan Thorbecke Verlag, Stuttgart 1989.
- Die Natio Germanica: fünfhundert Jahre deutsches Studentenleben in Bologna (Acta Germanica; VI), Istituto di cultura germanica Bologna, Bologna 1996.